# Lubao
Lubao – miasto w Demokratycznej Republice Konga, w prowincji Lomami.